# Dypterygia dorsipallens
Dypterygia dorsipallens là một loài bướm đêm trong họ Noctuidae.